# هیگو نیداس
هیگو نیداس (استونیایی: Heiko Niidas؛ زادهٔ ۱۵ مارس ۱۹۸۳) بازیکن بسکتبال اهل استونی است.
از باشگاه‌هایی که در آن بازی کرده‌است می‌توان به باشگاه بسکتبال کالو اشاره کرد.